# Chaunax fimbriatus
Chaunax fimbriatus är en fiskart som beskrevs av Hilgendorf, 1879. Chaunax fimbriatus ingår i släktet Chaunax och familjen Chaunacidae. Inga underarter finns listade i Catalogue of Life.